# 悲惨世界 (2012年电影)
《悲惨世界》（法語：Les Misérables）是一部2012年英美史詩時代歌舞片，由环球影业发行，2012年12月25日于美國上映。这是一部改编自同名音乐剧的音乐剧电影，该音乐剧又改编自1862年维克多·雨果所著的同名小说。
影片由汤姆·霍伯执导，威廉·尼克尔森、阿兰·波力尔、克勞德-米歇爾·勳伯格以及赫伯特·克羅采撰写。该片由休·杰克曼、羅素·克洛、安妮·海瑟薇、阿曼達·塞佛瑞、埃迪·雷德梅尼、沙查·巴隆·科恩、海伦娜·博纳姆·卡特主演。本片時間線經歷法國的拿破崙時期、波旁復辟、七月革命，但主要以七月王朝時期為背景，讲述的是尚萬強的故事，他曾是监狱中的囚徒，服刑十九年后获得假释，后撕毁假释文件，隐姓埋名当上法国某地的市长。尚萬強答应照顾芳汀的私生女儿珂赛特，同时他也必须逃避警探賈維的追捕。

## 情节提要
尚萬強（休·杰克曼飾演）是一名法国囚犯，因偷面包而入狱。尚萬強在狱中力大无比，曾一个人抬起旗杆。尚萬強假释出狱，警探賈維（罗素·克洛饰演）负责监察。
尚萬強因假释身份在社会低人一等，后得到主教的救助，允许其过夜，但尚萬強趁主教熟睡时偷取他的银器，被卫兵抓个正着，尚萬強谎称这些银器是主教送的。卫兵向主教报告，没想到主教又送了一副烛台。这遭遇令尚萬強反省，决定洗心革面重新做人，撕毁自己的假释证，改名为马德兰，努力生活当上了蒙特勒伊市市长。1823年，他认识了沦落为妓女的悲惨女工芳汀（安妮·夏菲維飾演），在她临死之前答应要照顾好她年幼的女儿珂賽特，当时珂赛特为德纳第夫妇所照料和虐待（年幼的珂赛特也不知道自己的身世）。警探賈維被调派到蒙特勒伊市任职，目睹市长尚萬強抬起板车，救出压在车下的老人。賈維觉得此情此景似曾相识。賈維向巴黎警察总局报告，对方称已经抓到一名叫尚萬強的人。賈維向市长尚萬強请罪，尚萬強宽恕了他。但听到无辜的人将要为自己受罚，见到当年主教送的烛台，市长于心不安，前往法庭承认自己是假释逃脱的尚萬強。尚萬強因此又开始了逃亡生涯，賈維则继续追踪。一日，尚萬強被賈維追到一座教堂，巧遇当年被压在车下、在该教堂服务的老人，老人感激当年救命之恩，收留了尚萬強。賈維向耶稣祈祷，请求能将尚萬強逮捕归案，彰显正义。
1832年，巴黎正在经历六月暴动。尚萬強在巴黎街头，差点被正在执法的賈維撞见。珂赛特已长大成人（阿曼達·塞佛瑞飾演），珂赛特在巴黎与革命青年马吕斯一见钟情。在革命战斗中，尚萬強救了马吕斯一命，并亲自放了被革命青年抓获的当局卧底賈維。賈維在被释放后对自己的执着信念和尚萬強的个人品德产生了矛盾心理，愧疚下他跳河身亡。
除了马吕斯外，他的大多革命同志都战死于战场上，马吕斯对此十分悲痛。后来马吕斯与珂赛特举办婚礼，而尚萬強亦因年老而即将逝世。从德纳第夫妇的口中，珂赛特了解到自己的亲生母亲是芳汀、尚萬強是照料她长大的养父，而马吕斯也知道自己是被尚萬強救了一命的事实。在尚萬強弥留之际，珂赛特与马吕斯来到尚萬強身边对他表达感谢之情，而此时已经身在天堂的芳汀也感谢他并邀请他一道升入天堂。尚萬強在感慨主教拯救了自己的灵魂、而自己也没有辜负主教的教化后，最终升入天堂。

## 演員陣容
- 上排左起：休·傑克曼、羅素·高爾、安妮·海瑟薇、阿曼達·西耶弗里德
- 下排左起：埃迪·雷德梅尼、薩曼莎·巴克斯、亞倫·特維特、海伦娜·博纳姆·卡特、沙查·巴隆·科恩

### 主要角色
- 休·杰克曼饰演尚萬強，法国土倫（Toulon）监狱的犯人，因偷面包被关5年，又因多次越獄，刑期加至19年。[4]
- 羅素·克洛饰演警探賈維，他在假释会上释放尚萬強，后来一生都耗在重新抓捕尚萬強上。[4]
- 安妮·海瑟薇饰演芳汀，在生活的无情折磨中挣扎的工厂女工。她还有个私生的女儿珂赛特。因被工廠解雇，最后不得不去当一名妓女。[5][6][7]
- 阿曼達·塞佛瑞饰演珂賽特，芳汀的私生女儿。她在尚萬強的照料下长得亭亭玉立，和马吕斯相爱。[8]童年版本由伊莎贝尔·艾伦（英语：Isabelle Allen）饰演[9]。
- 埃迪·雷德梅尼饰演马吕斯·彭眉胥，一名参加革命的学生，是德纳第（英语：Thénardier）夫妇的女儿爱潘妮（英语：Éponine）的朋友，但他却和珂賽特相爱。[10][11]为了演好这个角色，雷德梅尼还专门去学唱歌。
- 沙查·巴隆·科恩饰演德纳第（英语：Thénardier），一名盜竊慣犯，同时也经营一个小酒馆。德纳第是爱潘妮的父亲。[12][13][14][15]
- 海伦娜·博纳姆·卡特饰演德纳第夫人（英语：Madame Thénardier）。她和她那肆无忌惮的酒馆老板丈夫给珂赛特提供住所，并且虐待她，直到芳汀去世，尚萬強“买”走珂赛特。[16][17]德纳第夫人是爱潘妮的母亲。卡特和霍伯早前在《国王的演讲》中合作过，她饰演伊莉莎白王太后（Queen Mother Elizabeth）。[18]卡特与科恩此前在音乐剧《魔街理髮師》的电影改编版中一同出演。

### 其他角色
- 萨曼莎·巴克斯饰演爱潘妮（英语：Éponine），德纳第夫妇的穷女儿，和马吕斯是朋友，同时也暗中喜欢马吕斯。巴克斯之前曾在25周年纪念音乐会和2010年至2011年的伦敦西区版本中饰演同一角色。在此之前，曾传泰勒·斯威夫特要饰演该角色。据报道，斯嘉丽·约翰逊、伊雯·瑞秋·伍德以及丽娅·米歇尔都曾是该角色人选。
- 亞倫·特維特饰演安灼拉，学生运动领袖，马吕斯之友。[19]
- 康姆·威尔金森饰演主教，在尚萬強最困頓的時候供他吃住，並把教堂內收藏的銀燭台贈與給他。實際上康姆·威尔金森在悲慘世界音樂劇中飾演的就是尚萬強一角。[20]
- 丹尼尔·哈特斯通（英语：Daniel Huttlestone）饰演伽弗洛什（英语：Gavroche），一名街头顽童。他也在革命中起到作用。[12]

## 制作

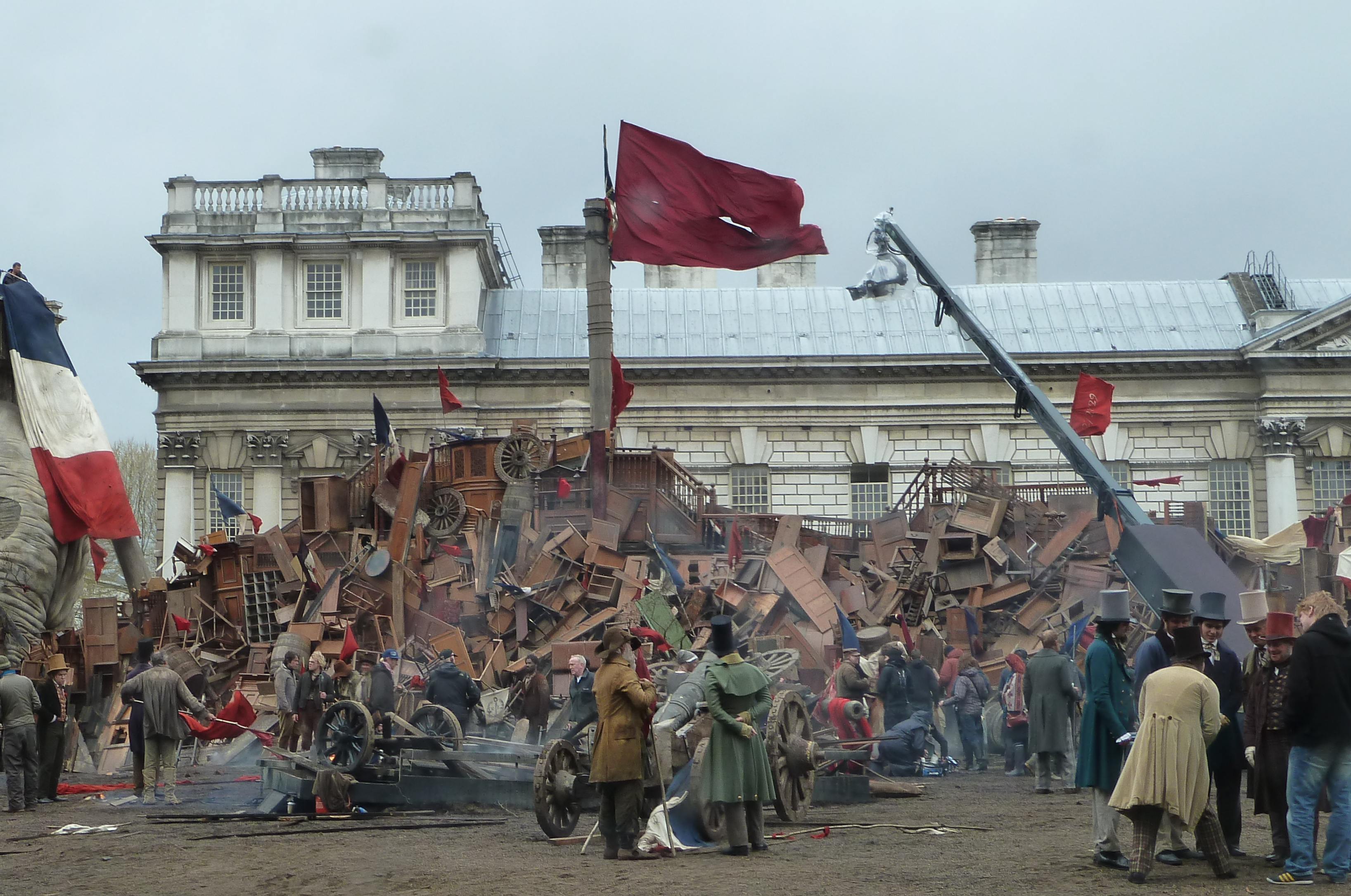
2012年4月，伦敦拍摄现场

《悲惨世界》音乐剧诞生于1980年代晚期。在25周年纪念音乐会后，制片人卡梅隆·麦金塔宣布该片的电影版开始重新制作。汤姆·霍伯和威廉·尼克尔森2011年3月开始合作，主要演员是在2011年确定的。该片的主体拍摄开始于2012年3月，在英国的温彻斯特、伦敦和朴次茅斯等多地拍摄，同样法国巴黎也是拍摄外景的地点之一。

### 歌曲
音乐剧中的绝大多数歌曲都呈现在电影中：
1. "Work song"  – Chain Gang, Javert, Valjean
2. "On Parole" – Valjean, Bishop of Digne
3. "Valjean Arrested, Valjean Forgiven (The Bishop)"  – Bishop of Digne
4. "Valjean's Soliloquy（What Have I Done?）"  – Valjean
5. "At the End of the Day"  – Poor, Foreman, Workers, Factory Women, Fantine, Valjean
6. "The Runaway Cart" – Valjean, Javert
7. "Lovely Ladies"  – Sailors, Old Woman, Fantine, Crone, Whores, Pimp, Toothman
8. "I Dreamed a Dream"  – Fantine
9. "Fantine's Arrest"  – Bamatabois, Fantine, Javert, Valjean
10. "Who Am I? / The Trial"  – Valjean
11. "Come to Me（Fantine's Death）"  – Fantine, Valjean
12. "The Confrontation"  – Javert, Valjean
13. "Castle on a Cloud"  – Young Cosette, Mme. Thénardier
14. "Master of the House"  – Thénardier, Mme. Thénardier, Inn Patrons
15. "The Well Scene" – Valjean, Young Cosette
16. "The Bargain"  - Valjean, Thénardier, Mme. Thénardier
17. "The Thénardier Waltz of Treachery" – Thénardier, Valjean, Mme. Thénardier, young Cosette
18. "Suddenly"  – Valjean
19. "Stars"  – Javert
20. "Look Down"  – Gavroche, Beggars, Enjolras, Marius, Students
21. "The Robbery"  – Thénardier, Mme. Thénardier, Éponine, Valjean
22. "Javert's Intervention"  – Javert, Thénardier
23. "Éponine's Errand"  – Éponine, Marius
24. "ABC Café / Red and Black"  – Students, Enjolras, Marius, Grantaire, Gavroche
25. "Rue Plumet / In My Life"  – Cosette, Valjean, Marius, Éponine
26. "A Heart Full of Love"  – Marius, Cosette, Éponine
27. "The Attack on Rue Plumet" – Thénardier, Thieves, Éponine
28. "On My Own"  – Éponine
29. "One Day More"  – Valjean, Marius, Cosette, Éponine, Enjolras, Javert, Thénardier, Mme. Thénardier, Cast of Les Misérables
30. "Do You Hear the People Sing?"  – Enjolras, Students, Beggars
31. "Building the Barricade (Upon These Stones)"  – Enjolras, Javert, Marius, Éponine, Valjean
32. "At the Barricade (Upon These Stones)"  – Enjolras, Students, Army Officer
33. "Javert's Arrival"  – Javert, Enjolras
34. "Little People"  – Gavroche, Students, Enjolras, Javert
35. "The First Attack"  – Enjolras, Grantaire, Students, Valjean, Javert
36. "A Little Fall of Rain"  – Éponine, Marius
37. "Night of Anguish" – Enjolras, Marius, Valjean, Javert, Students
38. "Drink With Me"  – Grantaire, Marius, Gavroche, Students
39. "Bring Him Home"  – Valjean
40. "Dawn of Anguish" – Enjolras, Gavroche, Students
41. "The Second Attack"（Death of Gavroche）  – Gavroche, Students
42. "The Final Battle"  – Army officer, Enjolras, Courfeyrac, Combeferre, Students
43. "Javert's Suicide"  – Javert, Valjean
44. "Turning"  – Parisian women
45. "Empty Chairs at Empty Tables"  – Marius
46. "Every Day / A Heart Full of Love [Reprise]"  – Marius, Cosette, Valjean, Gillenormand
47. "Valjean's Confession"  – Valjean, Marius
48. "Suddenly [Reprise]"  – Marius, Cosette
49. "Wedding Chorale"  – Chorus, Marius, Thérnardier, Mme. Thérnardier
50. "Beggars at the Feast"  – Thénardier, Mme. Thénardier
51. "Valjean's Death"  – Valjean, Fantine, Cosette, Marius, Bishop of Digne
52. "Do You Hear the People Sing? [Reprise]"  – The Cast of Les Misérables

## 評價
烂番茄新鲜度70%、Metacritic媒体综评64分，肯定的声音占据主流。
影片获得中国观众的热烈反响，普遍认为它具有强大大卡司陣容及艺术感染力，画面富有美感，音乐感人肺腑，让人看得泪流满面。
香港明報的石琪稱「導演湯賀帕的影像傑出，歌曲亦愈聽愈好。壓軸戲拍攝巴黎學生六月起義，與開炮鎮壓的軍警展開不惜犧牲的街頭血戰，情景十分悲壯，實在可歌可泣。全片最精彩最值得捧場的，就是這段高潮。」

## 票房
截止2018年7月尾，该片全球票房已经突破4亿美元，影史上歌舞片票房第四名，而第一是真人版《美女与野兽》的12.635亿美元。
北美方面，首周末收获2802万美元名列第三位，首周六天收获6746万。截止2013年3月3日，北美累计收获1.476亿美元。英国于2013年1月11日上映，首周收获810万英镑（1310万美元），成为英国首周票房最高的音乐电影，也是Working Title出品的开画周票房最高的电影。英国最终累计4026万英镑。
南韓方面，上映31天累计观影人数达454万7534名，超过《媽媽咪呀！》成為南韩史上音乐电影最高票房纪录。
日本方面，公映11周收获54.43亿日圓（约3.4亿人民币）。
中国大陆方面，首周4天收获2600万人民币，位居第三位。次周收获2297万名列第五，上映六周累计6213万人民币。
台灣方面，最終全台票房為新台幣1.5億元，位居台灣影史上音樂劇片票房冠軍。

## 奖项
得獎以粗體表示。
第17届卫星奖
- 最佳女配角：安·海瑟薇
- 最佳音响
- 最佳歌曲：Suddenly

第70届金球奖
- 最佳音乐或喜剧片
- 音乐/喜剧类最佳男主角：休·杰克曼
- 最佳女配角：安·海瑟薇
- 最佳原创歌曲提名：Suddenly

第66届英国电影学院奖
- 最佳影片提名
- 最佳英国电影提名
- 最佳男主角提名：休·杰克曼
- 最佳女配角：安·海瑟薇
- 最佳摄影提名：丹尼·科恩
- 最佳艺术指导：Eve Stewart、Anna Lynch-Robinson
- 最佳服装设计提名：Paco Delgado
- 最佳化妆：Lisa Westcott
- 最佳音效：Simon Hayes、Andy Nelson、Jonathan Allen

第85届奥斯卡金像奖8提3中
榮獲
- 最佳女配角：安·海瑟薇
- 最佳混音：安迪·纳尔逊、马克·帕特森及西蒙·海耶斯
- 最佳化妆及髮型設計：莉莎·慧絲葛及茱莉·達妮

入圍
- 最佳影片
- 最佳男主角：休·杰克曼
- 最佳原創歌曲：Suddenly
- 最佳服装設計：帕科·德尔加多
- 最佳製作設計：伊芙史都華及安娜·林奇-羅賓森